# Peter Øvig Knudsen

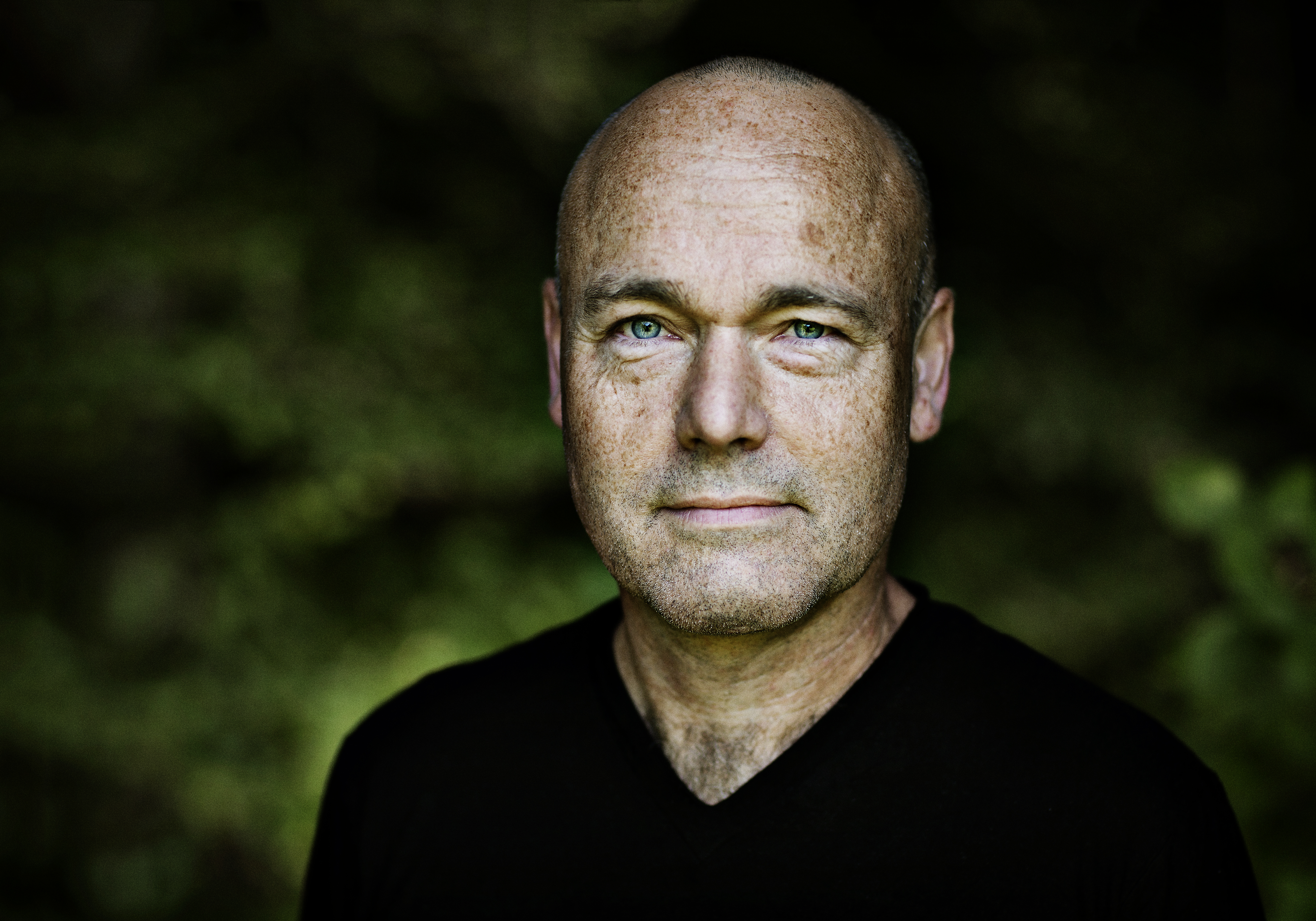
Peter Øvig Knudsen, 2016

Peter Øvig Knudsen (* 9. Oktober 1961 in Holme, Aarhus) ist ein dänischer Journalist und Schriftsteller.

## Leben
Øvig Knudsen engagierte sich während seiner Schulzeit am Viby Amtsgymnasium im Jugendverband der Kommunistisk Arbejderparti (KAP) und begann nach dem Schulbesuch ein Studium im Fach Journalismus an der Danmarks Journalisthøjskole. Nach Beendigung des Studiums 1987 gab er zwar sein literarisches Debüt mit dem Roman Er du da sindssyg, war er aber hauptberuflich als Journalist tätig und arbeitete nach einem Praktikum bei der Boulevardzeitung Ekstra Bladet für das Pressebüro Sidelingen, der Zeitschrift Månedsbladet Press, der Tageszeitung Dagbladet Information, der Wochenzeitung Weekendavisen sowie Danmarks Radio, bei dem er Moderator der Interview-Radiosendung Marathon war.
Seit 2003 ist er hauptberuflicher Schriftsteller und erhielt anfangs von 2005 bis 2006 ein Stipendium des Staatlichen Kunstrates. 2003 schrieb er gemeinsam mit Morten Henriksen das Drehbuch für den Dokumentarfilm Med ret til at dræbe, der die Zeit von Dänemark unter deutscher Besatzung behandelt und auf dem Roman Efter drabet og Birkedal basierte. Der Film wurde im Januar 2004 mit dem Robert-Filmpreis für den besten langen Dokumentarfilm ausgezeichnet. Darüber hinaus erhielt er für das Buch Birkedal (2004) den von Danmarks Radio vergebenen Rosenkjærprisen sowie andere Literaturpreise.
Den größten Erfolg hatte Øvig Knudsen bisher mit den Büchern über die Blekingegadebanden, einer Gruppe von zwölf kommunistischen politischen Aktivisten, die in den 1970er und 1980er Jahren eine Reihe bewaffneter Raubüberfälle verübte und die dabei erbeuteten Gelder größtenteils an die Volksfront zur Befreiung Palästinas (PFLP) sandte. Für die 2007 erschienenen Bücher Den danske celle und Den hårde kerne erhielt er 2007 den Cavlingprisen sowie 2008 den Søren-Gyldendal-Preis. Bei der daraus entstandenen Fernsehserie und Fernsehdokumentation wirkte er 2008 als Berater mit.

## Veröffentlichungen
- Børn skal ikke lege under fuldmånen (1995)
- Min generation (1997)
- Passioner (1998)
- Efter drabet: beretninger om modstandskampens likvideringer (2001)
- Hilsner fra klovnen (2003)
- Blekingegadebanden 1. Den danske celle, ISBN 978-87-02-04369-3, (2007)
- Blekingegadebanden 2. Den hårde kerne, ISBN 978-87-02-05906-9, (2007)
- Blekingegadebanden, samlet udvidet udgave, ISBN 978-87-02-07363-8, (2008)

in deutscher Sprache
- Der innere Kreis : die Blekingegade-Bande, ISBN 978-3-940731-37-1, (2010)[1]